# Aschermittwoch (1925)
Aschermittwoch ist ein deutsches Stummfilmdrama aus dem Jahre 1925 von Wolfgang Neff mit Bernd Aldor und Sybill Morel in den Hauptrollen.

## Handlung
Deutschland zur Kaiserzeit. Der junge Leutnant Jochen Harrach liebt seine Cousine Jutta, die unter der Vormundschaft eines etwas anrüchigen Lebemannes namens Lamond steht, dessen Haus in Köln eine wahre Glücksspielhöhle ist. Aus diesem Grund hat der Kommandant eines Regiments, Oberst von Harzer, seinen Offizieren strikt untersagt, dieses Haus zu betreten. Da Leutnant Harrach nun seine Liebste aus diesem Umfeld zu befreien trachtet, kommt er nicht umhin, dem Befehl des Vorgesetzten zu umgehen, da Lamond sich vehement gegen eine Verbindung seines Mündels mit dem feschen, lebenslustigen Leutnants sträubt. Jochen lässt sich bei diesem Besuch dazu verführen, gleichfalls am Glücksspiel teilzunehmen und verliert eine beträchtliche Geldsumme. Seinem strengen Ehrenkodex folgend, sieht sich der Leutnant dazu genötigt, sich zu erschießen. Diesen letzten Akt seines Lebens beabsichtigt er am nahenden Aschermittwoch zu gehen. Den letzten Abend will er unbedingt im Rahmen eines Faschingsballs auskosten. 
Ausgerechnet dort trifft Jochen auf Jutta, die in Begleitung mit seiner Schwester Thea hierher gekommen ist. Die ist mit einem Fabrikbesitzer verlobt, der es wiederum, so scheint es Thea, mit der Treue nicht ganz so genau nimmt. Denn jener elegante Herr befindet sich im Besitz eines Briefes einer leicht verruchten Tänzerin. Auch dem Faschingsball will Thea ihren Verlobten beobachten und womöglich in flagranti beim Treuebruch ertappen. Sie lernt auf eben dieser Festivität den windigen Lamond kennen, der sie in seine Wohnung lockt, um sie dort zu vergewaltigen. Thea weiß sich jedoch zu wehren, ergreift einen Revolver und schießt, so scheint es, den Lüstling nieder. Lamond stirbt an seinen Verletzungen, und mehrere Indizien, die am Tatort aufgefunden wurden, weisen auf Jochens wie Theas Anwesenheit hin, woraufhin das Geschwisterpaar wegen Mordes verhaftet werden soll. Bei Jochen kommt die Polizei zu spät, er hat sich wie geplant erschossen. Thea erweist sich als unschuldig, denn ihre Waffe war überhaupt nicht geladen. Es stellt sich heraus, dass in jenem Augenblick des Abdrückens die im Hinterhalt lauernde Tänzerin Lamond hinterrücks erschossen hatte. Die Täterin ist ausgerechnet die Schwester von Theas Verlobten, was seine Nähe zu ihr erklärt.

## Produktionsnotizen
Aschermittwoch entstand wohl kurz vor der Jahreswende 1924/25, passierte am 4. Februar 1925 die deutsche Filmzensur und wurde mit Jugendverbot belegt. Die Länge des Achtakters betrug 2698 Meter. Die Uraufführung fand am 6. Februar 1925 in Berlins Primus-Palast statt. 
Fritz Kraencke gestaltete die Filmbauten.

## Kritik
Der Filmbote befand: „Ein Film, dessen Aufbau ein Geschehen entwickelt, dessen dramatische Momente sich von Akt zu Akt steigern und eine Wirkung auslösen, deren Eindringlichkeit den Beschauer förmlich zwingt, sich auf die Tragödie zu konzentrieren, die sich da in Bildern von lebendigster Echtheit vor ihm abspielt.“

## Einzelnachweis
1. ↑  „Aschermittwoch“. In: Der Filmbote. Zeitschrift für alle Zweige der Kinematographie, 4. April 1925, S. 31 (online bei ANNO).